# Johann Baptista Gründler
Johann Baptista Gründler (* 17. Jahrhundert; † 18. Jahrhundert) war Arzt in Ober-Ungarn und Mitglied der Gelehrtenakademie „Leopoldina“
Johann Baptista Gründler war Provinzialphysikus in Ober-Ungarn.
Am 11. August 1701 wurde Johann Baptista Gründler mit dem akademischen Beinamen Marbodaeus als Mitglied (Matrikel-Nr. 249) in die Leopoldina aufgenommen. Er gehörte der Sektion Medizin an.